# 春澄洽子
春澄 洽子（はるすみ の あまねいこ、生没年不詳）は平安時代の女官、歌人。初名を高子といったが、元慶元(877年)2月に陽成天皇が母后藤原高子の名に触れる女官たちに改名を命じたため高子から洽子に改める。

## 出自
公卿春澄善縄の娘として生まれる。父善縄は元々伊勢国員弁(いなべ)郡を本拠地とする地方豪族猪名部氏の一族であったが、天長5年(828年)に春澄宿禰の姓を授けられた。善縄には四人の子供がいたとされるが、いずれも大成せず、洽子を最後に春澄氏は歴史から消えることとなった。父善縄の死後、貞観15年(873年)9月に本貫伊勢国員弁郡に下り、に一族の代表として猪名部神社に氏神奉幣している。

## 女官として
洽子は清和、陽成、光孝、宇多、醍醐の五代の天皇に仕えた。貞観10年(868年)正月8日、無位から従五位下に叙位された後、同15年9月9日までに従五位上掌侍となり、洽子に改名した年の元慶元(877年)11月正五位下。仁和3年(889年)に従四位下に進む。そののちに典侍となり尚侍藤原淑子の下で、光孝天皇の崩御の際には鈴印供奉の大役を務めている。寛平8年(896年)に従四位上。延喜2年(902年)に従三位の高位を賜った。特に、宇多天皇からの信任厚く、｢寛平御遺誡｣には糸所に出仕中の洽子への高い評価が記されている。醍醐天皇の受禅の際には剣璽使の大役を果たした。

## 歌人として
宇多天皇の女御藤原温子の元に出入りしており、古今和歌集に一首
｢散る花の　なくにしとまる　ものならば　我うぐひすに　おとらましやは｣（巻第二、春歌下、107番）
が採られている。大和物語には糸所の別当として洽子が登場しており、温子のサロンで歌人の伊勢、兵衛の命婦(藤原高経女)、一のみこ(均子内親王、温子の一人娘)で行われた歌会に参加した様子が描かれている。